# New England (Dakota du Nord)
Pour les articles homonymes, voir New England.
La ville américaine de New England est située dans le comté de Hettinger, dans l’État du Dakota du Nord. Selon le recensement de 2010, sa population s’élève à 600 habitants.

## Histoire
New England a été fondée en 1887.

## Démographie
| 1920 | 1930 | 1940 | 1950  | 1960  | 1970 |
| ---- | ---- | ---- | ----- | ----- | ---- |
| 613  | 911  | 895  | 1 117 | 1 095 | 906  |

| 1980 | 1990 | 2000 | 2010 | - | - |
| ---- | ---- | ---- | ---- | - | - |
| 825  | 663  | 555  | 600  | - | - |

## Source
- (en) Cet article est partiellement ou en totalité issu de l’article de Wikipédia en anglais intitulé « New England, North Dakota » (voir la liste des auteurs).